# Malteški parlament (zgradba)
Zgradba malteškega parlamenta je prostor v katerem se sestaja malteški Parlament. Objekt se nahaja v glavnem mestu Malte v Valletti. Objekt je bil grajen med letoma 2011 in 2015, načrte zanj pa je oblikoval arhitekt Renzo Piano v okviru projekta City gate, ki je vključeval tudi načrtovanje novega mestnega vhoda in preoblikovanje oziroma prenovo Kraljeve operne hiše v gledališče na prostem. Gradnja parlamenta je stala približno 90 milijonov evrov.
Od leta 1921 pa vse do leta 1976 je bilo središče parlamentarnega življenja v Tapiserijski kapeli Palače velikega mojstra, prav tako v Valletti. Leta 1976 so nekdanjo orožarno pretvorili v nov parlament, seje Parlamenta pa so v njej potekale do odprtja namensko zgrajenega objekta, ki se je odvilo 4. maja 2015. 

## Umeščenost v prostor
Parlament se nahaja na Republiški ulici v bližini mestnega vhoda. Objekt je lociran v soseščini objekta Saint James Cavalier in ruševin Kraljeve operne hiše in nasproti Palače Ferraria. 
Mesto, ki ga trenutno zaseda Parlamentarna hiša, je bilo prvotno poraščeno s hišami, kasneje pa je bila tam postaja Valletta na malteški železnici. Območje je bilo med drugo svetovno vojno bombardirano, postaja in okoliške zgradbe pa so bile dokončno porušene v šestdesetih letih prejšnjega stoletja v okviru projekta prenove vhoda v Valletto. Območje je bilo spremenjeno v odprti prostor, znan kot Trg svobode. Trg je bil prvotno precej navaden in se je pogosto uporabljal kot parkirišče.
Čeprav je večina trga pozidana, je del tega še vedno uradno Trg svobode, ki je sedaj pravokotne oblike. Trg zdaj zajema prostor od vogala palače Ferreria do prvega stolpca čez podložni parlament in do španskih stopnic ob Mestnih vratih.

## Oblikovanje in gradnja

### Načrtovanje
Stavba parlamenta je bila del projekta Mestna vrata (City Gate), ki naj bi preuredil vhod v Valletto. Projekt je zajemal rušenje četrtih Mestnih vrat in Arkade Trga svobode ter gradnjo petih Mestnih vrat in Parlamenta. Poleg tega so ruševine kraljeve operne hiše preurejene v gledališče na prostem, znano kot Pjazza Teatru Rjal. Projekt Mestna vrata je zasnoval italijanski arhitekt Renzo Piano, načrti pa so bili razkriti 27. junija 2009. Družba Grand Harbour Regeneration Corporation je Pianu za njegovo delo na projektu plačala 6,6 milijona evrov.

### Gradnja
Rušenje arkad Trga svobode se je začelo oktobra 2010. Izkopavanja temeljev parlamentarnega objekta so se začela kmalu po končanem rušenju. V začetku leta 2011 je bil prvotni načrt spremenjen s prestavitvijo stopnišča, razširitvijo enega od blokov in spremembami zasnove žaluzij na fasadi. Gradnja se je začela kasneje istega leta, jekleni okvir konstrukcije pa je bil dokončan do začetka leta 2012. Na tej točki so ga začeli prekrivati z apnencem, ki so ga pridobivali na Gozu in v Italiji razrezali v posebne oblike, preden so ga poslali nazaj na Malto. Vsak dan je bilo na gradbišču med 120 in 150 delavcev, gradnja pa je stala več kot 90 milijonov €.
Datum zaključka projekta je bil prvotno naveden novembra 2012 ali v začetku leta 2013. Predvideni datum zaključka je bil podaljšan do septembra 2013, in kasneje do septembra 2014. Izvajalci niso upoštevali rokov, stavba pa do konca leta 2014 še vedno ni bila dokončana. Končno je bila končana leta 2015.

### Odprtje
Parlamentarno hišo je uradno odprla predsednica Marie Louise Coleiro Preca 4. maja 2015. Poslanci in drugi gostje, ki so se zbrali v stari dvorani v Palači velikega mojstra, so v spremstvu policistov odšli do nove stavbe. Coleiro Preca je otvoritev Parlamenta imenovala za »mejnik v parlamentarni zgodovini Malte«, saj je to prva namensko zgrajena stavba parlamenta na Malti. Prvo zasedanje je potekalo že istega dne.
Večina stavbe je iz varnostnih razlogov zaprta, vendar je stalna razstava v pritličju odprta za javnost.
1. avgusta 2015 je Piano prvič po odprtju obiskal Parlament.

### Kritični sprejem v družbi
Stavba parlamenta je bila skupaj s projektom City Gate kontroverzna. Kritiki so menili, da gre za nepotreben projekt, saj so za del stroškov gradnje nove stavbe predlagali obnovo trdnjave Saint Elmo ali ene izmed velikih dotrajanih palač v mestu in jo preuredili v stavbo parlamenta. Nekateri so trdili, da trg ne bi smel biti pozidan, saj je bil to eden redkih odprtih prostorov v Valletti. Drugi so napadli sodobno zasnovo same konstrukcije, vključno z laburističnim poslancem Carmelom Abelo, ki je Parlamentarni dom označil za "grdo stavbo, zgrajeno na kolih".
Zasnova stavbe, zlasti sistem oblog, je bila s strani ljudstva primerjana z golobnjakom ali ribežnikom za sir Obloge naj bi dejansko predstavljale satje, saj ime Malte izhaja iz Melite, kar pomeni med. Ultramoderna zasnova, ki je v veliki meri v nasprotju z ostalo Valletto, je segala tako daleč, da je Unesco postavil pod vprašaj naslov mesta kot svetovne dediščine. Leta 2015 je bila stavba uvrščena na seznam Telegraphovih »najboljših (in najslabših) novih stavb na svetu«, čeprav časopis ni navedel, v katero kategorijo spada stavba.

## Struktura
Parlamentarni dom je sestavljen iz dveh blokov, povezanih z mostovi, v enem pa je parlament. Oba bloka sta ločena, da ne bi zakrivali pogledov na Saint James Cavalier z Republiške ulice. Vsak blok ima tri nadstropja.
Struktura je sestavljena iz jeklenega okvirja, prevlečenega z gozitanskim apnencem. Kamnite plošče so izrezljane tako, da se zdi, da jih je narava razjedala.
Parlament je zgradba brez emisij, saj se toplotna energija pridobiva iz masi kamnine ali oddaja v njej. Uporablja se za ogrevanje in hlajenje stavbe, pri čemer se izogiba hladilnim stolpom ali kotlom.